# 吉田哲 (作曲家)
吉田 哲（よしださとし、1950年5月12日 - ）は日本の作曲家、音楽プロデューサー。東京都出身在住。蟠龍寺スタジオを運営している。

## 略歴
東京都目黒区にある霊雲山蟠龍寺の三男として、僧侶の家系に生まれる。祖父の吉田良雄（りょうゆう）はハワイのホノカア・タウンにおける浄土宗ハマクワ寺院の日本人宣教師であった。亡父の吉田哲雄（てつゆう）は蟠龍寺住職と同時に観経曼荼羅研究家であった。
母親の勧めで10歳より藤岡めぐみ、藤岡ゆきにピアノを師事。国立音楽大学附属高等学校在学中にジャズバンド「クリーミーヤム・トリオ」を結成しイベントに参加するようになる。ヴォーカルは本名でアマチュア活動していた頃の天地真理。
国立音楽大学調律別科在学中に次兄の紹介で成城大学軽音楽部に出入りする。そこで知り合った在学生たちと「ウォーキング・イン・スペイス」（通称ウォーキングインスペース）を結成、「ヤマハ・ライト・ミュージック・コンテスト」全国大会ロック部門でグランプリを受賞。副賞としてアルバムをリリースする運びとなり、学生による10人編成のブラス・ロックバンドとして日本コロムビアよりプロデビューを果たす。
大学卒業後大学院を中退ののち「ザ・スティングレー」に参加、ヒデとロザンナ、畠山みどり、西城秀樹、五月みどり、小松みどりなど多くの歌手のバックをつとめた。
1972年、小泉まさみの誘いで「小泉まさみ&こんがりトースト」を結成、「第7回ヤマハポピュラーソングコンテスト」にてレコード会社協賛賞を受賞、ワーナー・パイオニアよりアルバム2枚、シングル2枚をリリース。
1976年、漫画家の楳図かずおと出逢い「よいこ党バンド」の一員となってコンサートや学園祭に出演した。また『まことちゃん』の漫画にもモブキャラクターとして登場している。
解散後、「ヤマハポピュラーソングコンテスト」関連の後輩や応募者、また自宅の近所であった財団法人ヤマハ音楽振興会のアーティストたちの育成に携わる。杉田二郎、小坂恭子、佐野元春、叶雅子、麻里絵、谷山浩子らのバックやデモ録音を行っていた。同時にNSP、ふきのとうのサポートメンバーとして全国ツアーをこなす。吉田のピアノの教え子が、アルファレコードの原盤ディレクターになったことから、ヤマハで知り合った児島由美を紹介しプロデュースの手伝いをする流れとなった。
1981年、実家の寺の境内に音楽録音とリハーサル設備を備えた蟠龍寺スタジオを設立。芸能の神様である弁天（山手七福神の一体）を奉ってある由来から檀家の反対はなかった。長兄の友人が映像スタッフ「ワークショップ9」だったところから、映像を生かす音楽を得意とした作曲家兼音楽プロデューサーとしてスタート、CM音楽、映画音楽、環境音楽、展示映像音楽、博覧会音楽などをつとめる。
1984年、アルファで出逢った新井満とタッグを組んだ作品群「環境ビデオシリーズ」（電通制作/ポニーキャニオン発売）が話題となり、以後新井満のサウンドプロデュースを依頼される。2001年「千の風になって」の私家盤を蟠龍寺スタジオにて録音、のちのヒットを生むきっかけとなった。また小松左京の講演会ライヴパフォーマンスを務める時に下川英雄（sax）、佐藤俊之（g）と意気投合して「The SSY」を結成。映像音楽ユニットとして『報道特集』（TBS）などの報道番組で使用される音楽や親しみやすいCMソングなど、活動の幅を広げている。
2000年よりプロデュースユニット「コペルニクス」を結成、スタジオのレーベル「ventain records」（ヴェンタインレコード）を運営する。レーベル恒例のライブに客として来ていたNHKのチーフプロデューサーに出逢い、以来NHK番組の音楽を担当する機会が増えた。
2005年より現在に渡ってNHK旅番組『列島縦断 鉄道乗りつくしの旅〜JR20000km全線走破〜』『街道てくてく旅』『にっぽん木造駅舎の旅』のテーマ曲及びBGMを担当、2010年にはNHKワンセグ2『駅前食堂の旅』音楽も担当している。2015年からはNHKワールドTV、NHK BS1『Japan Railway Journal』の音楽をThe C-52's名義で担当、各シーズンごとにゲストプレイヤーを迎えて更新している。
2012年になって再会した元ふきのとうの山木康世の新しいCD制作をこなし、コンサートツアー・メンバーとして活動。また、BS-TBSのドナルド・キーンのドキュメンタリー音楽をレギュラーで担当している。
2017年には『なら国民文化祭・障文祭』テーマソングの音楽制作を担当、皇太子・同妃の臨席・退席のBGMを担った。
2018年、音楽家の活動の場の一環として、スタジオのライブスペース「弁天しあた」仕様を設ける。
音楽家でありながら宗教的な側面も持ち合わせ、スタジオも「ミュージシャンのかけこみ寺」と呼ばれる事がある。一期一会に出逢った者を求道の仲間として共に道を極めることを主眼に活動を続けている。

## ディスコグラフィー

### CD
- 「メロディランド」小泉まさみ&こんがりトースト（ワーナー・パイオニアL-8054E1）
- 「コットンハウス」小泉まさみ&こんがりトースト（ワーナー・パイオニア）
- 「Walking in Space」ウォーキング・イン・スペイス（日本コロムビア）（2015年復刻CD）
- 「FIAT A GO-GO」The SSY（テレビ朝日系「ニュースステーション」BGM、フィアット社FM番組BGM集）
- 「STAND UP! SPHINX」The SSY（スカパー!番組「パーフェクEGYPT」テーマ曲集）
- 「Scotland Smile Ya-Ya」The SSY（テレビ朝日系「カーナビ」音楽、バイクトライアルV音楽集）
- 「フォーエバー モルディブ ブルー」The SSY

## TV-CM・動画CM
- 「JRトレン太君」〜トレイン&レンタカーの旅編
- 「紳士服の大三」サウンドロゴ
- 「ブリヂストン〜ワンタッチ・ピクニカ」（ACC賞受賞）
- 「プリントゴッコ」（所ジョージ主演）
- 「アフラック〜アメリカンファミリー」サウンドロゴ
- 「紀文のおせち」「紀文のお正月」
- 「ACジャパン〜もたつく権利」
- 「新生活を相模原市で」（相模原市/鉄拳・アニメ作品）
- 「住友重機」PR音楽

## 映像音楽
- 東映
  - 教育映画「アンサンブルの歓び」原将人監督（教育映画祭優秀賞）
  - 人権啓発アニメ「声を聞かせて」上田真一郎監督（教育映像祭・最優秀作品賞：文部科学大臣賞/法務大臣賞受賞）[3]
- アフガン人権映画「ヤカオランの春〜あるアフガン家族の肖像」川崎けい子監督/中津義人監督（日本映画ペンクラブ推奨）
- ベネッセ・プラネタリウム番組「風の神話」
- 「レゲエ・クリスマス」「NASA-宇宙遊泳（コスモスダンス）」（ポニーキャニオン）
- 「ビデオウォールペーパー」（フジTV映像祭・夢工場優秀賞）

## 舞台音楽監督作品
- 劇団青年座「蜜の味」・アトリエ公演「蝿の王」
- 青山円形劇場オフブロードウェイ「ナンセンス」
- 劇団青杜「うさぎはねている」（監督：古川登志夫　脚本：島敏光）「テレスコープ」「麒麟」

## TV番組音楽
- 「にっぽん木造駅舎の旅」テーマ曲「待合室」
- 「昭和のSL映像館」テーマ曲「終着駅」
- 「夢のSL記念館」
- 「街道てくてく旅〜奥の細道編」
- 「街道てくてく旅〜東海道編」
- 「街道てくてく旅〜甲州街道、日光奥州街道編」
- 「街道てくてく旅〜四国八十八か所を行く」
- 「街道てくてく旅〜山陽道大宰府から平城京へ」
- 「駅前食堂の旅」
- 「ドナルド・キーン〜果てしなく美しい日本と私」
- 「Japan Railway Journal」テーマ曲　NHKワールド＆NHK-BS1（2015年3月8日よりオンエア、2018年続行中）

## サウンドプロデュースCD
- 菊池常利「/cloudy」「Dear Walker」
- LA-LA Deux「Dear! LA-LA Deux」
- 早苗ネネ「WAKA ~花のいろは」
- 福島邦子「WEEK」「CLASSICS」「空のコトバ」
- 関口知宏&福島邦子「旅のうた」（NHK番組「列島縦断鉄道乗りつくしの旅」サントラ）
- 児島由美「コムデギャルソン」
- 新井満「千の風になって」
- 柳家小ゑん「見上げてごらん夜の星空」
- 真形テルコ「POST ODYSSEY」
- レディース・オブ・ヴェンタイン「Ladies of ventain」
- ジョネッツ「The JONETTES」

## 楽曲提供
- サーカス「ローマの平日」「甘いジェラシー」（日本コロムビア AF-7385）
- 須藤薫「さよならイエスタディ」「つきあいSTOP」（ハミングバード）
- 岩崎はじめ「風のパラダイス」（作詞共作）
- 岡田修「TSUGARU追想」（クラウン CRCI-20162）
- 丹波哲郎「霊界旅行」（ビクター音楽産業 VSN-1615）
- 淀川長治「映画の旅」（EPIC・ソニー）
- 菊池常利&真形テルコwithヴェンタイン系アーティスト一同「あした日和」

## 宗教録音CD
- 浄土宗CDシリーズ〜浄土宗信徒日常勤行式
- 雅楽〜法要儀式のために/演奏：十二音会（浄土宗出版）
- 大本山増上寺吉水講「講歌」
- 真言宗教相全書「理趣経」/宮坂宥勝(株)四季社発行
- 浄土宗「日常音声」/(株)四季社発行
- 浄土宗法然八百年遠忌奉納/大本山増上寺吉水講